# Lumír Čmerda
Lumír Čmerda (* 13. listopadu 1930, Plzeň – 5. června 2021, Praha) byl český výtvarník a farář CČSH.

## Život a dílo
Jeho otec byl venkovský učitel. V sedmi letech mu zemřela matka. Vysokoškolská studia absolvoval na Husově československé bohoslovecké fakultě na Univerzitě Karlově v Praze v roce 1954.
V r. 1954 se stal knězem Církve československé husitské, odešel s manželkou na její farářské místo ve Vratimově a nastoupil vojenskou službu u pomocných technických praporů v uhelných dolech v Karviné. Po ukončení vojenské služby sloužil jako farář v Ostravě-Hrabůvce, Frýdku-Místku a Českém Těšíně, ale roku 1963 mu úřady v socialistickém Československu zabránily ve výkonu duchovnenského povolání odebráním státního souhlasu.
Zdrojem obživy se mu následně stal jeho výtvarný koníček. V letech 1964 až 1967 pracoval jako propagační výtvarník Parku kultury a oddechu města Ostravy, v letech 1967 až 1970 byl pracovníkem Útvaru hlavního architekta města Ostravy, od roku 1964 členem Tvůrčí skupiny Kontrast a od roku 1967 členem Svazu československých výtvarných umělců. V Ostravě kreslil propagační materiály začínajícím hudebním hvězdám (Karel Gott, Waldemar Matuška aj.).
V roce 1973 se odstěhoval do Prahy, kde také působil 7 let jako farář.
Kromě desítek dřevěných reliéfů je také autorem řady knižních ilustrací, kterým se věnoval po roce 1989.

## Další informace
Jeho dílo "Emblém Hornicko-geologické fakulty / Krajíc země" je součástí expozice Univerzitního muzea VŠB – Technické univerzity Ostrava v Ostravě-Porubě.